# 真好
真好（しんこう、生没年不詳）とは、江戸時代の大坂の浮世絵師。

## 来歴
松好斎半兵衛の門人かといわれる。大坂の人、真好と号す。文化12年（1815年）に大坂で興行された芝居の役者絵を描いており、春好斎北洲や春蝶と合作している。

## 作品
- 「たけべ源蔵・浅尾工左衛門　まれ世・嵐團八」　大判錦絵2枚続の内　池田文庫所蔵　※文化12年8月、大坂中の芝居『菅原伝授手習鑑』より。北洲、春蝶との合作